# Myungrang manhwa
Myungrang manhwa hay myeongnang manhwa (Hangul: 명랑만화; Hanja: 明朗漫畵; phiên âm Hán-Việt: Minh lãng mạn họa) là một thuật ngữ tiếng Hàn Quốc dịch theo nghĩa đen có nghĩa là manhwa hay truyện tranh nhắm tới đối tượng là trẻ em. Thuật ngữ này được sử dụng từ những năm 1960. Tương tự như vậy, Nhật Bản có dòng truyện tranh kodomo dành cho trẻ em.